# نیلس پیترسن (ژیمناست)
نیلس پیترسن (دانمارکی: Niels Petersen; ۱۲ ژوئیهٔ ۱۸۸۵ – ۲۹ اوت ۱۹۶۱) ژیمناست هنری اهل دانمارک بود.